# Паттонсбург (Міссурі)
Паттонсбург (англ. Pattonsburg) — місто (англ. city) в США, в окрузі Девісс штату Міссурі. Населення — 314 особи (2020).

## Географія
Паттонсбург розташований за координатами 40°4′18″ пн. ш. 94°6′24″ зх. д. / 40.07167° пн. ш. 94.10667° зх. д. (40.071637, -94.106552).  За даними Бюро перепису населення США в 2010 році місто мало площу 1,57 км², з яких 1,57 км² — суходіл та 0,00 км² — водойми.

## Демографія
Згідно з переписом 2010 року, у місті мешкало 348 осіб у 99 домогосподарствах у складі 59 родин. Густота населення становила 221 особа/км².  Було 118 помешкань (75/км²).
Расовий склад населення:
| - 95,1 % — білих - 2,6 % — чорних або афроамериканців - 1,4 % — корінних американців |

До двох чи більше рас належало 0,9 %. Частка іспаномовних становила 2,9 % від усіх жителів.
За віковим діапазоном населення розподілялося таким чином: 17,8 % — особи молодші 18 років, 68,7 % — особи у віці 18—64 років, 13,5 % — особи у віці 65 років та старші. Медіана віку мешканця становила 34,2 року. На 100 осіб жіночої статі у місті припадало 150,4 чоловіків;  на 100 жінок у віці від 18 років та старших — 162,4 чоловіків також старших 18 років.
Середній дохід на одне домашнє господарство  становив 39 835 доларів США (медіана — 43 750), а середній дохід на одну сім'ю — 48 298 доларів (медіана — 50 625). За межею бідності перебувало 15,9 % осіб, у тому числі 5,7 % дітей у віці до 18 років та 38,7 % осіб у віці 65 років та старших.
Цивільне працевлаштоване населення становило 76 осіб. Основні галузі зайнятості: освіта, охорона здоров'я та соціальна допомога — 27,6 %, публічна адміністрація — 17,1 %, транспорт — 14,5 %.